# Cuzorn
Cuzorn is een gemeente in het Franse departement Lot-et-Garonne (regio Nouvelle-Aquitaine). De plaats maakt deel uit van het arrondissement Villeneuve-sur-Lot. Cuzorn telde op 1 januari 2022 850 inwoners.

## Geografie
De oppervlakte van Cuzorn bedroeg op 1 januari 2022 23,34 vierkante kilometer; de bevolkingsdichtheid was toen 36,4 inwoners per km².

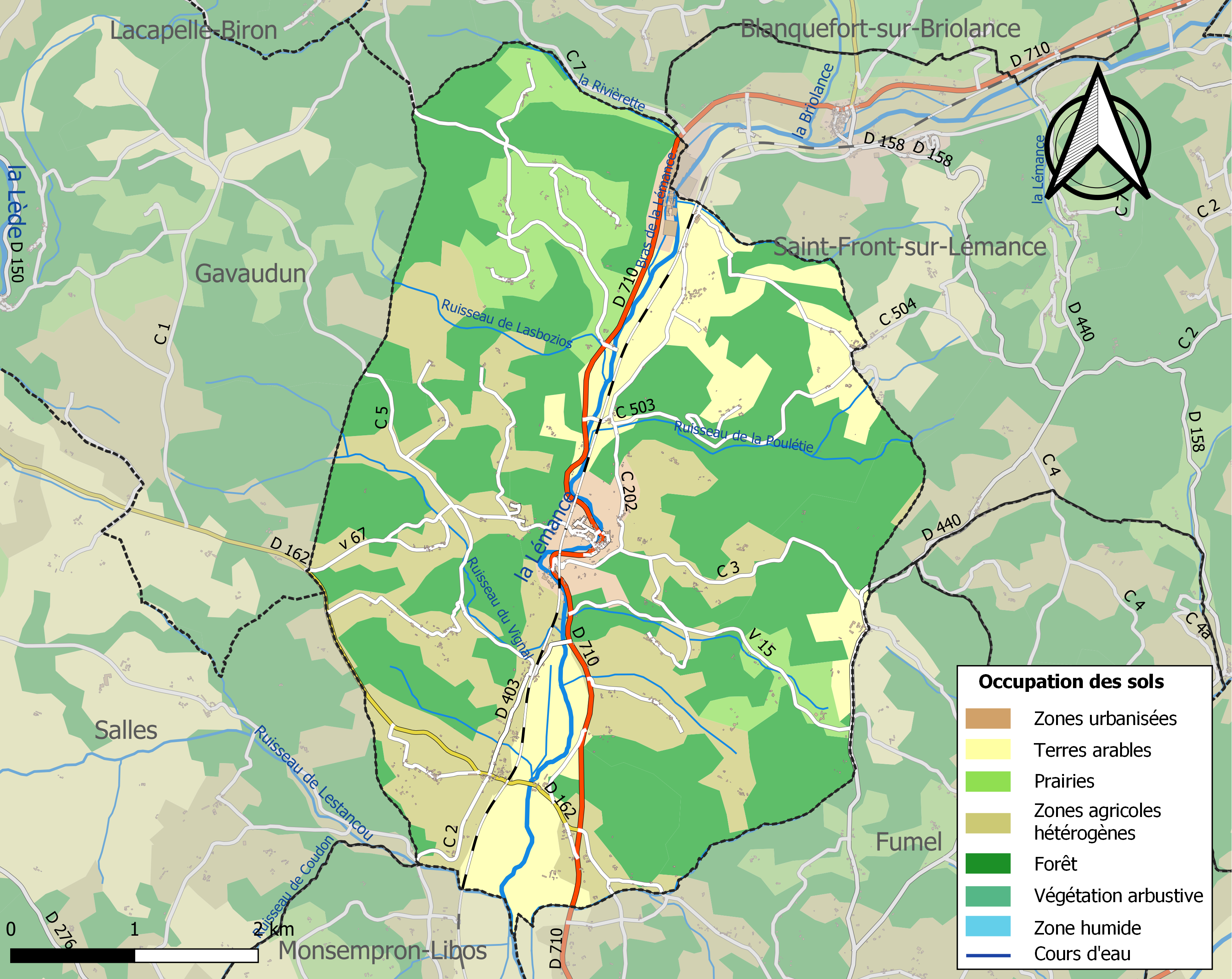
Kaart van de gemeente met de belangrijkste infrastructuur, bodemgebruik en omliggende gemeenten

## Demografie
Onderstaande figuur toont het verloop van het inwonertal (bron: INSEE-tellingen).